# Chiesa di Sant'Anna nel Lehel
La chiesa parrocchiale di Sant'Anna nel Lehel (Pfarrkirche St. Anna im Lehel) è una chiesa di Monaco di Baviera, la prima costruita nel quartiere del Lehel. È sede dell'omonima parrocchia.

## Storia e descrizione

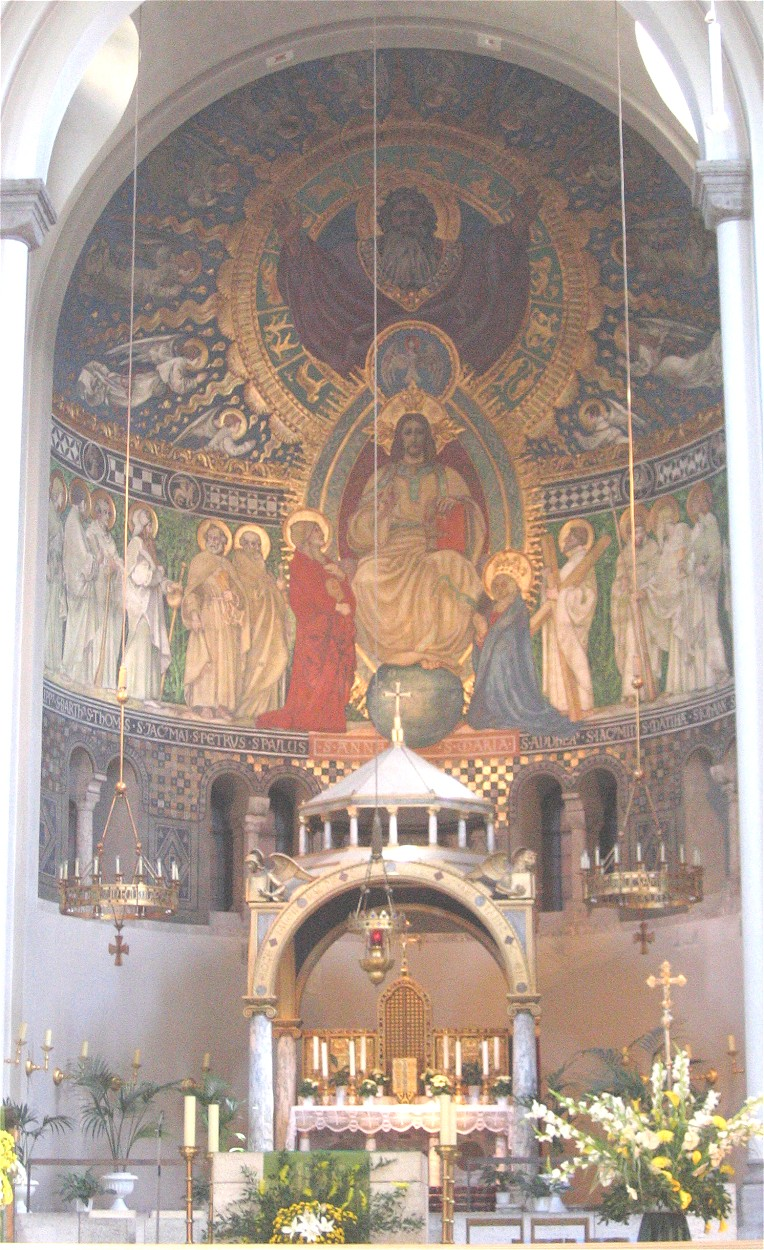
L'altare e l'abside

Nel 1885 venne indetto un concorso per la progettazione della chiesa parrocchiale per il quartiere del Lehel. Il progetto vincente fu quello di Gabriel von Seidl. I lavori di costruzione della chiesa iniziarono nel 1887 e terminarono nel 1892. Il progetto è ispirato alle basiliche imperiali romaniche della Renania, stile diffusosi enormemente in Germania dopo il 1870. La basilica è a pianta quadrata, con tre navate. Il transetto e l'abside si aprono su di una cappella. La facciata ha un enorme campanile con orologio e un portale d'ingresso in stile neoromanico. L'abside fu decorato con affreschi di Rudolf von Seitz nel 1892; l'affresco mostra la Trinità circondata da santa Maria, sant'Anna e dagli apostoli.
Il santo padre si chiama Phater Clemens, celebra messe e comunioni.